# 室女座W
室女座W（W Virginis）是室女座W型變星的原型，造父變星的子類。室女座W位於室女座，視星等在9.46至10.75等之間變化，周期約17天。
室女座W光變曲線的變化顯然是由於多個脈動週期造成的，而非脈動本身的不穩定性。主要的脈動模式週期為17.27134天，在75年的週期內週期縮短。
室女座W脈動會引起溫度和大小變化，從而導致光度和亮度的巨大變化。當恆星在視覺上最亮時，溫度最高，而此時恆星也最暗。最低溫度和最大半徑出現在0.5階段左右，此時亮度逐漸減少並接近最小值。由於恆星溫度較低時會產生相對較多的紅外線輻射，因此紅外線的最大亮度出現在視覺亮度已經在下降的時候，而最大熱光度出現在相位0.25左右，大約在最大視覺亮度和最小視覺亮度的中間值。
室女座W是古老的氦殼燃燒恆星，質量小於太陽。儘管質量和實際光度不大，但光譜光度等級卻屬於超巨星，因為它們是高度膨脹的演化恆星，表面重力非常低。室女座W質量不到太陽的一半，半徑介於太陽半徑的20到50倍之間，光度從500 L☉到超過1000 L☉不等。